# بندلي (تشايبارة)
بندلي (بالفارسية: بندلی) هي قرية تقع في قسم بسطام الريفي (مقاطعة تشايبارة) في إيران. يقدر عدد سكانها بـ 69 نسمة بحسب إحصاء 2016.